# Quemperven
Quemperven (bretonisch: Kemperven) ist eine französische Gemeinde mit 416 Einwohnern (Stand 1. Januar 2022) im Département Côtes-d’Armor in der Region Bretagne. Sie gehört zum Arrondissement Lannion, zum Kanton Bégard und ist Mitglied des 2015 gegründeten Gemeindeverbands Lannion-Trégor Communauté. Die Bewohner nennen sich Quempervenois(es).

## Geografie
Quemperven liegt rund 10 km (Luftlinie) östlich der Kleinstadt Lannion im Norden der Bretagne.   

## Bevölkerungsentwicklung
| Jahr                       | 1793 | 1800 | 1821 | 1831 | 1861 | 1911 | 1921 | 1962 | 1968 | 1975 | 1982 | 1990 | 1999 | 2006 | 2012 |
| Einwohner                  | 797  | 738  | 751  | 875  | 968  | 665  | 556  | 394  | 407  | 324  | 340  | 350  | 357  | 366  | 397  |
| Quellen: Cassini und INSEE |      |      |      |      |      |      |      |      |      |      |      |      |      |      |      |

Die zunehmende Mechanisierung der Landwirtschaft und die zahlreichen Toten des Ersten Weltkriegs führten zu einem Absinken der Einwohnerzahlen bis auf die Tiefststände in neuerer Zeit. 

## Sehenswürdigkeiten
Siehe: Liste der Monuments historiques in Quemperven